# Cytherelloidea (superfamilie)
Cytherelloidea is een superfamilie van kreeftachtigen uit de klasse van de Ostracoda (mosselkreeftjes).

## Familie
- Cytherellidae Sars, 1866
- Spinososioellidae Kozur, 1991 †